# Систем активног одбијања
Систем активног одбијања (енгл. Active Denial System, ADS) је оружје усмерене енергије које је развила америчка војска, дизајнирано за контролу масе. Неформално, оружје се назива и топлотним зраком  јер делује тако што загрева површину мета, као што је кожа циљаних људских бића. АДС је распоређен 2010. са војском Сједињених Држава у рату у Авганистану, али је повучен без борбе. Од 2014. године, АДС је био само оружје на возилу, иако су амерички маринци и полиција радили на преносивим верзијама.  АДС је развијен под покровитељством Програма Министарства одбране за несмртоносно оружје са Лабораторијом за истраживање ваздухопловства као водећом агенцијом.   Године 2014. појавили су се извештаји да Русија  и Кина развијају сопствене верзије система активног одбијања. 